# Mariama Cissé (juge)
Pour les articles homonymes, voir Mariama Cissé et Cissé.
Mariama Cissé (née en 1962 à Filingué) est une juge nigérienne connue pour son engagement en faveur des droits des femmes.

## Carrière
Mariama est née dans la région de Tillabéri au sud-ouest du Niger, la deuxième des huit enfants d'un marchand arabe. Elle est diplômée d'une maîtrise en droit de l'université Abdou-Moumouni de Niamey en 1986 et complète sa formation de juge à l'École nationale de la magistrature de Paris en 1989. Mariama travaille dans les tribunaux nigériens pendant 14 ans : elle est procureure adjointe et juge, conseillère juridique à la cour d'appel de Niamey et plus récemment présidente de sa chambre criminelle. Elle est également membre puis vice-présidente de la Commission nigérienne des droits de l'homme à partir de 1999. À partir de 2003, Mariama travaille à la représentation de l'Union européenne au Niger. Depuis 2007, elle est secrétaire du Comité africain d'experts sur les droits de l'enfant et la protection de l'enfance (ACERWC) de l'Union africaine à Addis-Abeba.
Elle est mariée et mère de quatre enfants.

## Engagement envers les droits de l'homme
Avec d'autres femmes avocates, Cissé fonde l'« Association pour la protection des droits des femmes et des enfants » et l'« Association des Femmes Juristes du Niger (AFJN) » pendant la phase de démocratisation du Niger en 1989, dont elle devient plus tard secrétaire générale. L'AFJN se donne pour mission d'améliorer la condition de la population féminine du Niger, qui connaît un taux d'analphabétisme de 90 % sur leurs droits et les encourager à revendiquer ces droits. Elle reçoit un soutien particulier du Service allemand de développement (de). Elle veille notamment à ce que le Niger signe la Convention des Nations Unies sur l'élimination de toutes les formes de discrimination à l'égard des femmes en 1999.
Mariama cofonde également le Comité nigérien sur les pratiques traditionnelles affectant la santé des femmes et des filles (CONIPRAT), qui lutte contre les mutilations génitales féminines. Mariama travaille sur la loi adoptée en 2003 qui criminalise cette pratique après une campagne éducative de plusieurs années.
En 2003, Cissé reçoit le prix des droits de l'homme de l'Association allemande des juges (de) pour ses services.